# Atractus limitaneus
Atractus limitaneus este o specie de șerpi din genul Atractus, familia Colubridae, descrisă de Amaral 1935. A fost clasificată de IUCN ca specie cu risc scăzut. Conform Catalogue of Life specia Atractus limitaneus nu are subspecii cunoscute.